# Куликов, Серафим Михайлович
Серафим Михайлович Куликов — советский военный деятель, полковник (1956), лауреат Ленинской (1962), Сталинской и Государственной премий, кандидат технических наук (1968). Один из первых испытателей ядерного оружия в СССР.

## Биография
Родился 19 января 1921 года в Дубёнки, ныне Инзенского района Ульяновской области в семье железнодорожного рабочего.
В 1938 году после окончания Инзенской средней школы, поступил в Ленинградский институт инженеров гражданского воздушного флота, в марте 1941 года приказом Народного комиссариата обороны был зачислен слушателем на 4-й курс Ленинградской военно-воздушной академии. В ноябре 1941 года, получил диплом выпускника факультета специального оборудования самолётов с присвоением воинского звания воентехника I ранга и квалификации инженера-электрика ВВС. Затем служил, сперва — в составе авиачастей 5-й запасной авиабригады, затем — в действующей армии, в составе 181-й авиационной истребительной дивизии 1 -го Украинского фронта, где занимал должность заместителя старшего инженера по электроспецоборудованию.
С января 1946 года инженер по радио, а с августа 1946 года старший инженер по радио Управления ВВС. С февраля 1947 года ведущий инженер отделения 8 отдела 4-го управления ГК НИИ ВВС. С декабря 1947 года проходил службу на 71-м полигоне ВВС, созданном для авиационного обеспечения ядерных испытаний: начальник лаборатории гироскопических приборов, с мая 1949 года начальник отдела спецавтоматики телемеханического управления, с февраля 1952 года начальник группы отделов, а с апреля 1961 начальник 1-го управления войсковой части № 93851. с октября 1966 года заместитель главного конструктора Всероссийского научно-исследовательского института автоматики (ВНИА) по испытаниям разрабатываемых боеприпасов. Уволен с действительной военной службы в октябре 1976 года .
Умер в 2005 году в Москве. Похоронен на Митинском кладбище, участок 158.

## Награды
- орден Мужества (1997)
- орден Ленина (08.12.1951, 04.01.1954)
- орден Октябрьской Революции (1978)
- орден Отечественной войны II степени (06.04.1985)
- орден Красной Звезды (18.08.1945, 11.09.1956, 30.12.1956)
- медали

За разработку специального самолётного оборудования для сбрасывания и летных испытаний изделий и участие в испытаниях изделий РДС-2, РДС-3, РДС-4, РДС-5 и РДС-6с был в составе коллектива удостоен Сталинской премии II степени за 1953 год.
Лауреат Ленинской (1962) и Государственной премий СССР (1983) секретными указами.

## Сочинения
- Куликов Серафим Михайлович. 71-й полигон ВВС // Авиация и ядерные испытания. — М.: ЦНИИатоминформ, 1998. — С. 127—141. — 176 с. — (Документальная литература). — ISBN 5-85165-449-X.